# Paradromius
Paradromius es un género de coleópteros adéfagos de la familia Carabidae. Sus especies se distribuyen por el paleártico: Europa, el norte de África y la mitad occidental de Asia.

## Especies
Se reconocen las siguientes:
- Paradromius amoenus (Wollaston, 1864)
- Paradromius amplior Machado, 1992
- Paradromius arnoldii Kabak & Komarov, 1995
- Paradromius bermejoi (Mateu, 1956)
- Paradromius brancuccii Mateu, 1984
- Paradromius cylindraticollis (Peyerimhoff, 1927)
- Paradromius dendrobates (Bedel, 1900)
- Paradromius exilis Mateu, 1984
- Paradromius exornatus Machado, 1992
- Paradromius gandhii Mateu, 1984
- Paradromius hariensis Machado, 1992
- Paradromius insularis (Wollaston, 1854)
- Paradromius jucundus (Machado, 1992)
- Paradromius kocheri Antoine, 1963
- Paradromius linearis (Olivier, 1795)
- Paradromius longiceps (Dejean, 1826)
- Paradromius longissimus (Landin, 1954)
- Paradromius pilifer (Bedel, 1900)
- Paradromius proderus (Fairmaire, 1880)
- Paradromius puncticeps (Bedel, 1907)
- Paradromius purpurarius Machado, 1992
- Paradromius riedeli Mateu, 1997
- Paradromius ruficollis (Motschulsky, 1844)
- Paradromius saharensis (Mateu, 1947)
- Paradromius scholzi Machado, 1992
- Paradromius steno (Bates, 1886)
- Paradromius strigifrons (Wollaston, 1865)
- Paradromius sublinearis Escalera, 1914
- Paradromius suturalis (Motschulsky, 1844)
- Paradromius tamaranus Machado, 1992
- Paradromius vagepictus (Fairmaire, 1875)